# Conrad Beck
Conrad Beck (16. června 1901, Lohn, kanton Schaffhausen, Švýcarsko – 31. října 1989, Basilej) byl švýcarský skladatel a hudební režisér.

## Životopis
Po krátkých inženýrských studiích na Eidgenössische Technische Hochschule v Curychu a soukromých hudebních hodinách u Müller-Zürich začal navštěvovat curyšskou konzervatoř, kde studoval skladbu u Volkmara Andreaese, kontrapunkt u Reinholda Laquaia a hru na klavír u Carla Baldeggera.
1924 až 1933 pobýval v Paříži, kde studoval u Jacquese Iberta a pohyboval se v blízkosti Arthura Honeggera, Nadii Boulanger a Alberta Roussela.
Na radu švýcarského dirigenta Paula Sachera, který jeho díla propagoval, se Beck usadil v Basileji v roce 1934. Během více než padesátiletého období objednával Sacher jeho díla a dirigoval jejich premiéry s Basle Chamber Orchestra a Collegium Musicum Zürich. V letech 1939 až 1966 byl Beck hudebním ředitelem Swiss Radio v Basileji, v pozici, která mu umožnila v nebývalé míře propagovat současnou hudbu.
Conrad Beck mimo jiné obdržel skladatelskou cenu Schweizerischer Tonkünstlerverein (1954), Ludwig Spohr Prize města Brunswick (1956) a Basle Arts Prize (1964).
Spolu s dalšími 11 skladateli – přáteli (L. Berio, P. Boulez, B. Britten, H. Dutilleux, W. Fortner, A. Ginastera, C. Halffter, H. W. Henze, H. Holliger, K. Huber a W. Lutoslawski) švýcarského dirigenta a mecenáše Paula Sachera (1906–1999) – byl požádán ruským violoncellistou Mstislavem Rostropovičem, aby u příležitosti Sachrových 70. narozenin napsal skladbu pro sólové violoncello s použitím not obsažených v jeho jméně (eS, A, C, H, E, Re). Conrad Beck vytvořil trojvětou skladbu FÜR PAUL SACHER, DREI EPIGRAMME FÜR VIOLONCELLO SOLO. Skladby byly částečně slavnostně uvedeny Curychu 2. května 1976. Celý projekt "eSACHERe" bude uveden (poprvé v kompletním provedení) českým violoncellistou Františkem Brikciem na podzim 2010 v Praze.